# Syngonium erythrophyllum
Syngonium erythrophyllum là một loài thực vật có hoa trong họ Ráy (Araceae). Loài này được Birdsey ex G.S.Bunting miêu tả khoa học đầu tiên năm 1966.